# Oligodon melanozonatus
Oligodon melanozonatus este o specie de șerpi din genul Oligodon, familia Colubridae, descrisă de Frank Wall în anul 1922. Conform Catalogue of Life specia Oligodon melanozonatus nu are subspecii cunoscute.